# كلاود ستاك
كلاود ستاك (بالإنجليزية: CloudStack)‏ هو برنامج حوسبة سحابية مفتوح المصدر لإنشاء وإدارة ونشر بنية خدمات السحاب. هو يستخدم مدير آلة افتراضية مثل Oracle VM، آلة افتراضية معتمدة على النواة، vSphere، و XenServer للتخيلية. بالإضافة إلى واجهة برمجة التطبيقات الخاص به، كلاود ستاك توفر واجهة برمجة التطبيقات يتوافق مع أمازون ويب سرفيس (AWS).
تم تطوير كلاود ستاك أساساً بواسطة كلاود ستاك وكان سابقاً يعرف بـ VMOps. في مايو 2010 قامت Cloud.com بنشر أغلب كلاود ستاك كبرنامج حر تحت ترخيص رخصة جنو العمومية V3 ، واحتفظت بملكية حوالي 5% منه.
Cloud.com و شركة أنظمة سايتركس كلاهما دعمت أوبن ستاك، وهو برنامج حوسبة سحابية مرخص برخصة أباتشي في يوليو 2010 حسب إعلانها.
شركة أنظمة سايتركس قامت بشراء Cloud.com في يوليو 2011 بمبلغ 200مليون دولار تقريباً. وفي أغسطس 2011 أصدرت الشركة ماتبقى من الكود تحت ترخيص رخصة جنو العمومية V3 وتابعت التقدم نحو العمليات المفتوحة. وفي فبراير 2012 أصدرت شركة أنظمة سايتركس الإصدار كلاود ستاك 3.0.

## وصلات خارجية
- كلاود ستاك على موقع Open Hub (الإنجليزية)
- صفحة برنامج كلاود ستاك  على أوبن هب
- الموقع الرسمي